# Sheree R. Thomas
Œuvres principales
- Série Dark Matter
- Africa Risen: A New Era of Speculative Fiction

Sheree Renée Thomas, née le 30 juin 1972 à Memphis dans le Tennessee, est une écrivaine de science-fiction féministe américaine, éditrice et essayiste. En 2020, elle est nommée rédactrice en chef de The Magazine of Fantasy & Science Fiction.

## Biographie
Sheree Renée Thomas nait le 30 septembre 1972 à Memphis dans le Tennessee. Elle débute en science-fiction par la publication de la nouvelle How Sukie Cross de Big Wata parue en 2003 dans le recueil Mojo: Conjure Stories (en) édité par Nalo Hopkinson.
Sheree Renée Thomas est l'éditrice des anthologies Dark Matter: A Century of Speculative Fiction from the African Diaspora (2000) et Dark Matter: Reading the Bones (2004), lauréats du prix World Fantasy de la meilleure anthologie 2001 et 2005, qui rassemble des œuvres par de nombreux écrivains afro-américains dans les genres de la science-fiction, de l'horreur et de la fantasy,. Dark Matter a été nommé livre remarquable de l'année par le New York Times.
Les anthologies Dark Matter mettent en valeur les textes notoires de l'afrofuturisme du vingt-et-unième siècle. Les recueils incluent des textes originaux ainsi que des réimpressions de textes devenus des classiques du genre.
Parmi les nombreux auteurs notables inclus dans le recueil figurent Samuel R. Delany, Octavia E. Butler, Charles R. Saunders, Steven Barnes, Tananarive Due, Jewelle Gomez, Ishmael Reed, Kalamu ya Salaam (en), Robert Fleming (en), Nalo Hopkinson, George S. Schuyler et W.E.B Du Bois.
Sheree Renée Thomas est l'autrice de Nine Bar Blues: Stories from an Ancient Future (Third Man Books, 2020), des collections multigenres, Sleeping Under the Tree of Life, en lice pour le prix Otherwise en 2016 et Shotgun Lullabies: Stories & Poems. Elle est l'éditrice de Wanganegresse Press, et a contribué à des publications nationales telles que The Washington Post, The New York Times, Book World, Black Issues Book Review (en), QBR (en)et Hip Mama (en).
Sa fiction et sa poésie ont été largement anthologisées et apparaissent dans The Big Book of Modern Fantasy (1945-2010), dans Ishmael Reed's Konch (en), Drumvoices Revue, Obsidian III, African Voices, storySouth (en) et d'autres revues littéraires, et a reçu le prix honorable Mention dans le Year's Best Fantasy and Horror, 16e et 17e collections annuelles. Originaire de Memphis, Sheree Renée Thomas a vécu à New York pendant plus de deux décennies et est maintenant basée dans sa ville natale. À l'automne 2020, elle est nommée dixième rédactrice en chef du Magazine of Fantasy & Science Fiction, fondé en 1949. Elle est également rédactrice en chef adjointe de Obsidian: Literature & Arts in the African Diaspora, fondée en 1975.

## Prix et distinctions
Son anthologie Africa Risen: A New Era of Speculative Fiction remporte le prix World Fantasy de la meilleure anthologie 2023, le prix Locus de la meilleure anthologie 2023 et est également nommée pour les NAACP image awards 2023 dans la catégorie de la meilleure œuvre littéraire de fiction.

## Publications

### Ouvrages
- (en) Anansi, 1999
- (en) Dark Matter: A Century of Speculative Fiction from the African Diaspora, Warner Books, 2000 (ISBN 0-446-52583-9, 978-0-446-52583-1 et 0-446-67724-8, OCLC 43385283)Prix World Fantasy de la meilleure anthologie 2001
- (en) Dark matter : Reading the Bones, Warner Books, 2004 (ISBN 0-446-52860-9, 978-0-446-52860-3 et 978-0-446-69377-6, OCLC 52079922)Prix World Fantasy de la meilleure anthologie 2005
- (en) Marleen S. Barr, Afro-future females : Black writers chart science fiction's newest new-wave trajectory, Ohio State University Press, 2008 (ISBN 978-0-8142-1078-9, 0-8142-1078-3 et 978-0-8142-9156-6, OCLC 181599771, 181599771), « The Ferryman »
- (en) Sleeping under the tree of life : poetry and short fiction, 2016 (ISBN 978-1-61976-111-7 et 1-61976-111-4, OCLC 958656055, lire en ligne)
- (en) Daniel José. Older, Salsa nocturna, 2016 (ISBN 978-1-62567-241-4 et 1-62567-241-1, OCLC 983205976, lire en ligne), « introduction »
- (en) Octavia's Brood Science Fiction Stories from Social Justice Movements., AK Press, 2015 (ISBN 978-1-84935-210-9 et 1-84935-210-0, OCLC 1231507416, lire en ligne), « Foreword: Birth of a Revolution ».
- (en) Walidah Imarisha, adrienne maree Brown, Sheree R. Thomas et Institute for Anarchist Studies, Octavia's brood : science fiction stories from social justice movements, 2015 (ISBN 978-1-84935-210-9 et 1-84935-210-0, OCLC 934626436).
- (en) Leonard Gill, Memphis noir, 2015 (ISBN 978-1-61775-420-3 et 1-61775-420-X, OCLC 907950177, lire en ligne), « Nightflight ».
- (en) Nisi Shawl, Bill Campbell et Samuel R. Delany, Stories for Chip : a tribute to Samuel R. Delany, 2015 (ISBN 978-1-4956-0196-5, 1-4956-0196-X et 978-1-4956-0197-2, OCLC 918625048), « River Clap Your Hands ».
- Obsidian: Literature and Arts in the African Diaspora (2016), Volume 42.1–42.2, « And So Shaped the World « dans Speculating Futures: Black Imagination & the Arts, Normal, IL: Illinois State University,  (ISSN 0888-4412)
- (en) Rose Lemberg et M Sereno, An alphabet of embers : an anthology of unclassifiables, 2016 (ISBN 978-0-9973814-0-5 et 0-9973814-0-X, OCLC 954279835, lire en ligne), « Treesong ».
- (en) Shotgun lullabies : stories & poems, Aqueduct Press, 2011 (ISBN 978-1-933500-59-1 et 1-933500-59-X, OCLC 730502067, lire en ligne)
- (en) Kinitra Dechaun Brooks, Linda D. Addison, Susana M. Morris et Walidah Imarisha, Sycorax's daughters, 2017 (ISBN 978-1-941958-44-5 et 1-941958-44-3, OCLC 970614678, lire en ligne), « Tree of the Forest Seven Bells Turns the World Round Midnight ».
- (en) Joseph B. Atkins, Mojo rising : contemporary writers : a short story anthology, 2017 (ISBN 978-1-941644-93-5, 1-941644-93-7 et 978-1-941644-89-8, OCLC 1014181412), « Aunt Dissy's Policy Dream Book ».
- (en) Quraysh Ali Lansana et Sandra Jackson-Opoku, Revise the Psalm : work celebrating the writing of Gwendolyn Brooks, 2017 (ISBN 978-1-940430-86-7 et 1-940430-86-0, OCLC 945948988), « Who Needs the Stars When the Full Moon Loves You ».
- (en) Alexandra Pierce, Mimi Mondal, Rasha Abdulhadi et Octavia E. Butler, Luminescent threads : connections to Octavia E. Butler, 2017 (ISBN 978-1-922101-44-0 et 1-922101-44-3, OCLC 986994428, h), « Dear Octavia, Octavia E. Butler, Ms. Butler, Mother of Changes ».
- (en) Melissa Tuckey et Camille T. Dungy, Ghost fishing : an eco-justice poetry anthology, 2018 (ISBN 0-8203-5315-9 et 978-0-8203-5315-9, OCLC 1004957170, lire en ligne), « Graze a Dark Field ».
- (en) Africa risen : a new era of speculative fiction, 2022 (ISBN 978-1-250-83300-6 et 1-250-83300-0, OCLC 1343870202, lire en ligne)Prix World Fantasy de la meilleure anthologie 2023, prix Locus de la meilleure anthologie 2023 et NAACP award 2023 dans la catégorie Meilleure Œuvre Littéraire – Fiction

### Nouvelles
- How Sukie Come Free dans Mojo: Conjure Stories (en) (2003)
- The Grassdreaming Tree dans So Long Been Dreaming: Postcolonial Science Fiction and Fantasy (2004), ed. Nalo Hopkinson and Uppinder Mehan (2004)
- Touch dans ColorLines Magazine: The national magazine on race and politics// (2006)
- Malaika Descending dans Bronx Biannual 2: The Journal of Urbane Urban Literature (2007), ed. Miles Marshall Lewis
- Bender's Bow dans ColorLines Magazine: The national magazine on race and politics (2008)
- Touch nouvelle réimprimée dans 80! Memories & Reflections on Ursula K. Le Guin, édité par Karen Joy Fowler et Debbie Notkin (Aqueduct Press, October 2010

### Poésie
- Marrakesh et Sky in West Memphis, poèmes dans storySouth (en) (2005)
- In the Negro Section of Nashville et On Entering William Edmondson's Sculpture Yard in Nashville publiés dans storySouth (2005)
- Graze a Dark Field dans Essence Magazine (2006)
- Survivor at Rest, poème dans Hurricane Blues: Poems about Katrina and Rita (2006), ed. Philip C. Kolin and Susan Swartwout
- Lore, poème dans Southern Revival: Deep Magic for Hurricane Relief (2006), ed. Tamara Kaye Sellman
- Ezilie in Cavaillon dans Mythic 2 (2006)
- Untitled Old Scratch poem, featuring River dans Mythic Delirium (2006), nommé pour le Pushcart Prize
- Fallen dans The 2007 Rhysling Anthology: The Best Science fiction, Fantasy, and Horror poetry of 2006, ed. Drew Morse (Science Fiction Poetry Association with Prime Books)
- Sky in West Memphis et Lightning in The Ringing Ear: Black Poets Lean South (2007) ed. Nikky Finney (en)
- Poèmes publiés dans Tempu Tupu! (Walking Naked): Africana Women's Poetic Self-Portrait edited by Nagueyalti Warren (Red Sea/Africa World Press, March 2008)

### Essais et articles
- Praisesong on the Passage of a Brilliant Star, from a Dreamer Below », essai dans Callaloo (en), Volume 29.2 (2006)
- What's Your Fantasy: MARVELOUS WORLD dans VIBE (2007)
- The Dragon Can't Dance in Transition Magazine (en), Issue 117, The Hutchins Center for African and African American Research (en) ,Harvard University, Cambridge, MA: Indiana University Press (2015)

### Citations
- Deux citations mise en avant dans Language Is a Place of Struggle” Great Quotes by People of Color, ed. Tram Nguyen (Beacon Press, 2008.

#### Interviews
- You are not alone
- Black Science Fiction and Fantasy
- Ambling alond long de l'aqueduc : Sheree Renée Thomas's Shotgun Lullabies: Stories & Poems
- Dieselfunk : BSAM MEMPHIS !